# 万代 (新潟市)
万代（ばんだい）は、新潟県新潟市中央区の町字。現行行政地名は万代一丁目から万代六丁目。住居表示実施済み区域。郵便番号は950-0088。

## 概要
昭和時代初期、大河津分水路の開通に伴う信濃川下流部の改修事業によって造成された「万代橋上流埋立地」のうち、右岸側の萬代橋下流側の埋立地と、萬代橋東詰周辺の地域から成る。1968年の住居表示施行に伴い付与された町名で、一丁目から六丁目までから成る。
新潟駅万代口と古町地域のほぼ中間点に位置し、このうち一丁目から八千代に掛けた地区に新潟交通が展開している万代シテイバスセンター併設の大型商業施設「万代シテイ」がある。1970年代前半から同社バスの運行拠点跡の再開発事業の一環で整備されたもので、古くからの中心市街地である古町に対して、開発当初は「新潟市の新都心」とも謳われた。
「にいがた2km」と呼ばれる新潟市の都心軸（新潟駅前～万代～古町）に位置している。この万代シテイや周辺地区を含めて「万代」と呼ばれることもあり、古町地域と並ぶ新潟経済の中心地となっている。2008年策定の中心市街地活性化基本計画においては「万代地区」として3つの中心市街地（重点活性化地区）のひとつとして位置づけられ、同年策定の新潟市都市計画基本方針（都市計画マスタープラン）においては、「万代周辺地区」として都心のひとつに位置づけられている。また、2018年に公表された「新潟都心の都市デザイン」においては都心軸上に位置づけられている（これらの計画は#外部リンクから参照）。

### 隣接している町字
北から東回り順に、以下の町字と隣接する。
- 万代島
- 三和町
- 天明町
- 東万代町
- 東大通
- 弁天
- 八千代

※信濃川を挟んで下大川前通、川端町と隣接。

## 世帯数と人口
2018年（平成30年）1月31日現在の世帯数と人口は以下の通りである。
| 丁目       | 世帯数    | 人口    |
| ---------- | --------- | ------- |
| 万代一丁目 | 407世帯   | 577人   |
| 万代二丁目 | 433世帯   | 778人   |
| 万代三丁目 | 304世帯   | 623人   |
| 万代四丁目 | 92世帯    | 172人   |
| 万代五丁目 | 751世帯   | 1,532人 |
| 万代六丁目 | 184世帯   | 331人   |
| 計         | 2,171世帯 | 4,013人 |

## 歴史

### 年表
- 1968年（昭和43年） - 住居表示施行に伴い、流作場（りゅうさくば）の一部などが万代（一～六丁目）に町名を変更。
- 2007年（平成19年）
  - 3月2日 - ラブラ万代が開業。
  - 4月1日 - 新潟市の政令指定都市移行により、中央区の町丁となる。
- 2013年（平成25年）
  - 4月12日 - 新潟日報メディアシップが開業。
  - 11月2日 - ラブラ2が開業。

## 小・中学校の学区
市立小・中学校に通う場合、学区は以下の通りとなる。
| 丁目       | 番地 | 小学校                 | 中学校             |
| ---------- | ---- | ---------------------- | ------------------ |
| 万代一丁目 | 全域 | 新潟市立南万代小学校   | 新潟市立宮浦中学校 |
| 万代二丁目 | 全域 | 新潟市立南万代小学校   | 新潟市立宮浦中学校 |
| 万代三丁目 | 全域 | 新潟市立万代長嶺小学校 | 新潟市立宮浦中学校 |
| 万代四丁目 | 全域 | 新潟市立万代長嶺小学校 | 新潟市立宮浦中学校 |
| 万代五丁目 | 全域 | 新潟市立万代長嶺小学校 | 新潟市立宮浦中学校 |
| 万代六丁目 | 全域 | 新潟市立万代長嶺小学校 | 新潟市立宮浦中学校 |

## 地域

### 一丁目

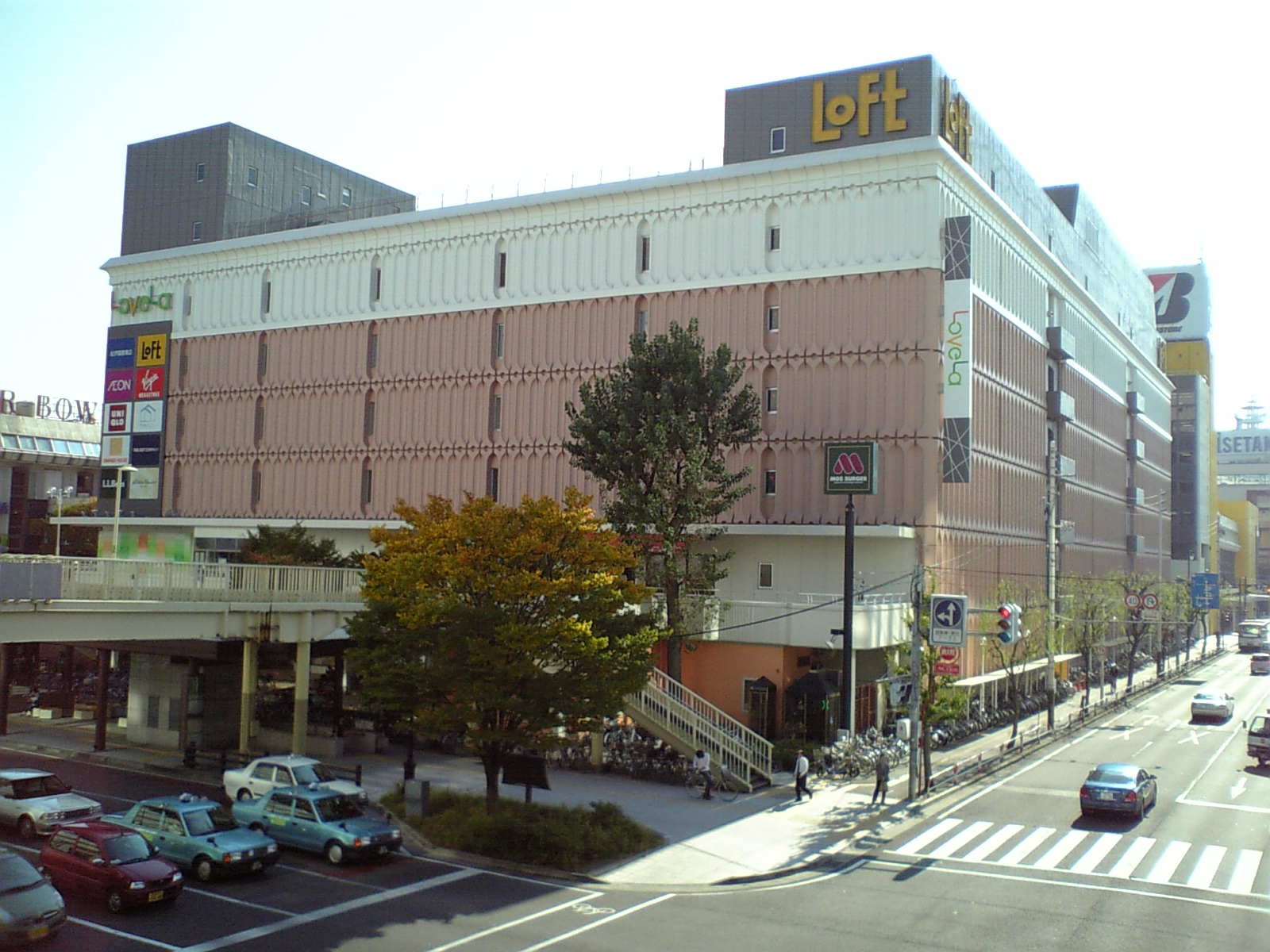
ラブラ万代

一丁目は新潟交通の路線バス・高速バスが発着する万代シテイバスセンターを中心に、新潟アルタ、ラブラ万代・ラブラ2など、テナント群を有する大型商業施設が立地している。このうちラブラ万代はダイエーの撤退後、三井不動産などにより商業施設として再開発されたもので、ロフト、紀伊國屋書店、ユニクロなどがテナントとなっている。
主な企業・施設
- 朝日生命保険相互会社新潟ビル
- JRA新潟中央競馬会新潟サービスセンター
- 信用組合会館
- 損保ジャパン・新潟セントラルビル
- コープ野村万代
- 鹿島建設北陸支店
- NDK万代ビル
- 新潟万代ビル

### 二丁目
バスセンタービルと東港線を挟んだ向かい側の二丁目には国土交通省の出先が集積する同省新潟総合庁舎があったが、これら出先機関は中央区美咲町地内の新潟美咲合同庁舎への移転が順次進められ、2012年6月中旬までに全機関の移転を完了した。この跡地については、2018年夏現在の段階では具体的な開発計画はなく、用途は未定である。
また総合庁舎と同区画には地元家電量販店の「真電新潟本店」があったが、同社は2007年3月1日付で同業大手のノジマに吸収合併され、店舗再編により同年7月1日に閉鎖された。ノジマ側は新潟本店跡には再出店せず、施設の賃貸もしくは売却を行う意向を示していた。その後上越市のティーエスエスアソシエイツがこの本店跡の建物を2009年に取得、約8億円をかけて改装し、結婚式場「ザ・ジャポナイズ」が6月29日に開業した。
主な企業・施設
- COZMIXビル
- ダイダン新潟
- 内堀照子舞踊研究所
- アーバンプレイス萬代橋
- 万代ホームズ
- カーサ万代
- 万代グレース
- 新潟東京海上日動ビル
- アデニウムタワー萬代橋
- リヴィエール万代
- リバービューSD
- THEプレミア萬代橋

### 三丁目

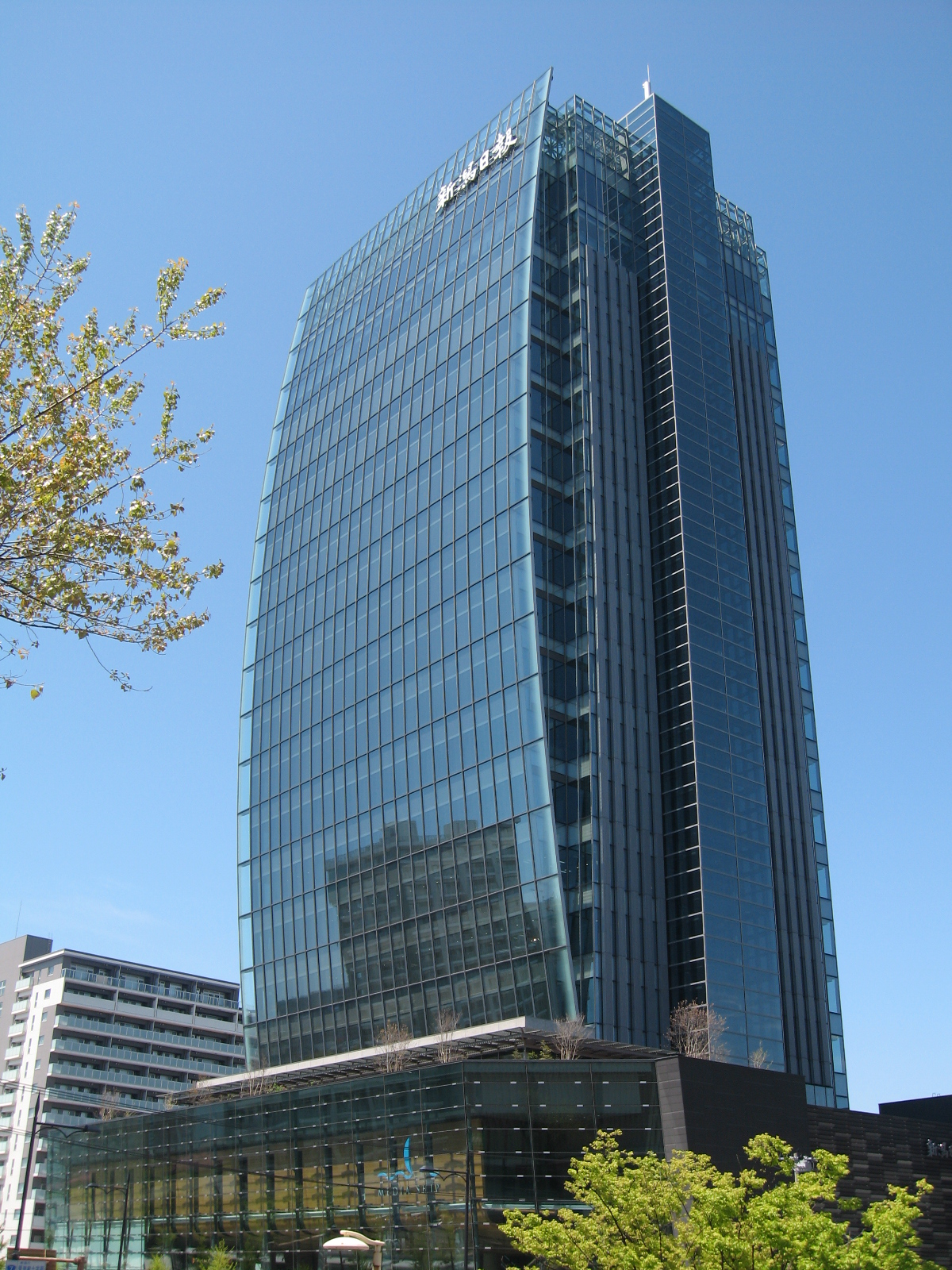
新潟日報メディアシップ

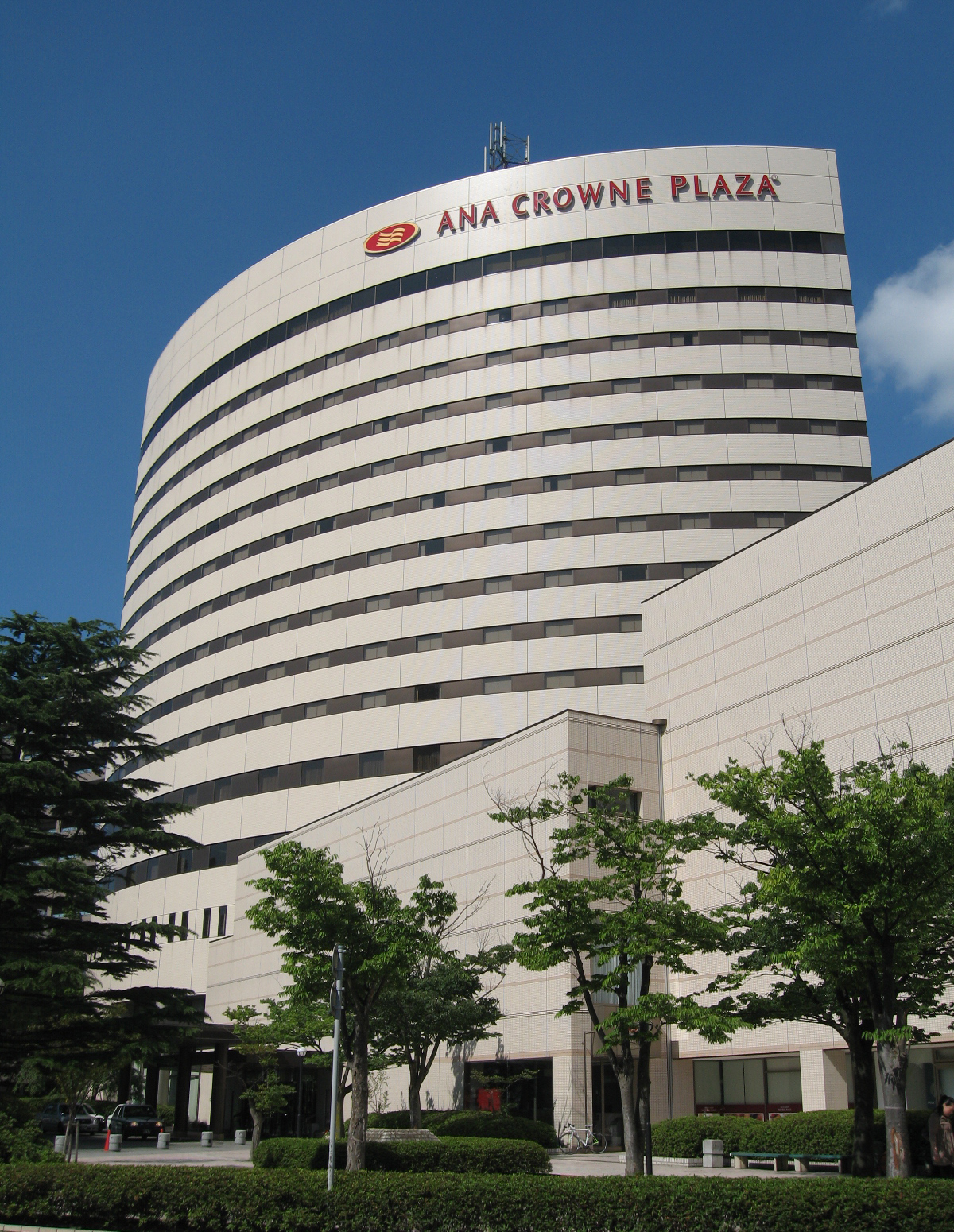
ANAクラウンプラザホテル新潟

三丁目は、萬代橋通りと東港線の沿線を中心にオフィスビルが立ち並ぶ地域になっており、東港線十字路角には2013年春にオープンした新潟日報社の本社屋や文化施設、公共スペース、テナントスペースなどを内包する20階建の多機能複合型ビル「新潟日報メディアシップ」が所在する。
主な企業・施設
- 新潟日報メディアシップ

過去に所在した施設
- 新潟フェイズ（2007年12月31日営業終了）
  - ラシントン・カフェ

### 四丁目
四丁目も三丁目と同様に萬代橋通りと東港線の沿線を中心に、オフィスビルが立ち並ぶ地域になっている。
主な企業・施設
- メットライフ新潟テレコムビル
- COZMIX2

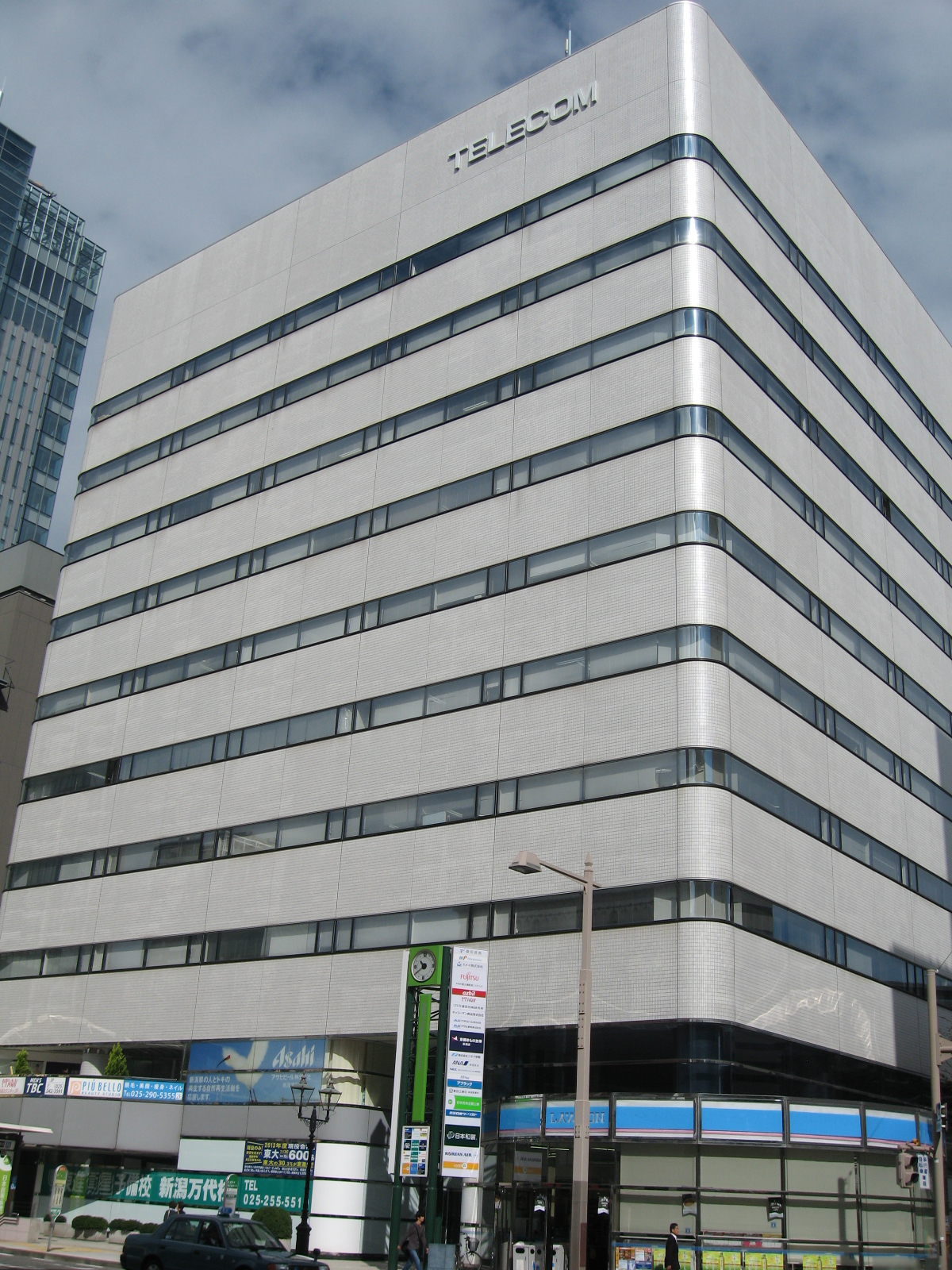
新潟テレコムビル

### 五 - 六丁目
主な企業・施設
- ANAクラウンプラザホテル新潟
- ラーメン二郎新潟店（2015年11月8日開店）

## 交通

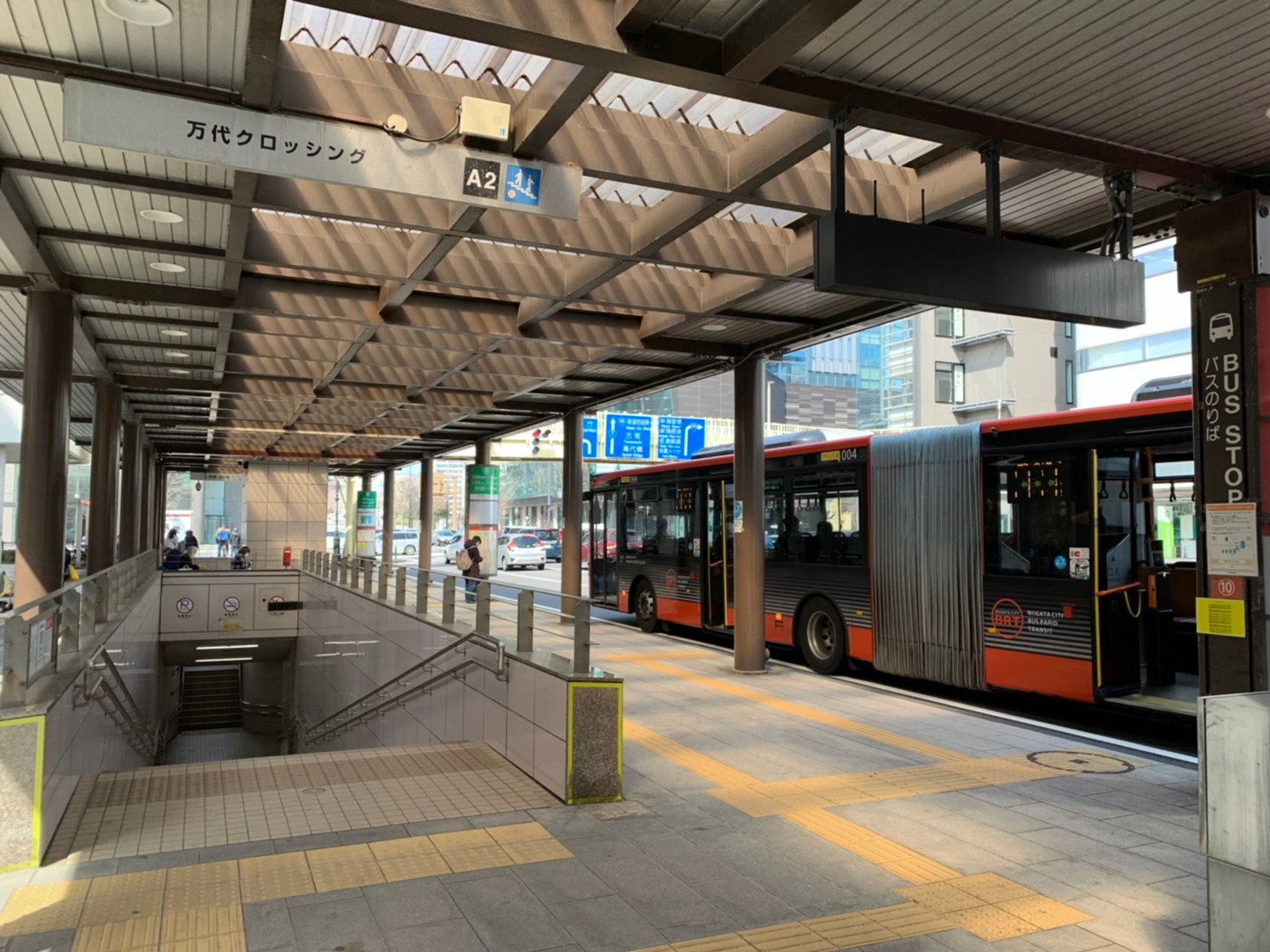
BRT萬代橋ライン「万代シテイ」停留所と地下横断歩道「万代クロッシング」

### 道路
国道
- 国道113号（東港線、ボトナム通り）
- 国道345号
- 国道350号

県道
- 新潟県道1号新潟小須戸三条線
- 新潟県道33号新潟停車場線（萬代橋通り）

市道
この２つの通りは歩行者利便増進道路（ほこみち）に指定された。
- ガルベストン通り
- 万代シテイ通り

### バス
万代シテイバスセンターを含む「万代シテイ」停留所が位置しており、BRT萬代橋ラインをはじめとした市内を走る路線バス・高速バスが集積する。万代シテイバスセンター#外部リンクの図に掲載された停留所のほか、県道1号沿いには「万代一丁目」停留所が位置する。

### 水上バス
信濃川ウォーターシャトル
- 万代シテイ前のりば